# منظور حسن مینتو
منظور حسن مینتو (انگلیسی: Manzur Hasan Mintu; ۷ آوریل ۱۹۴۰ – ۱۸ نوامبر ۲۰۱۴) بازیکن فوتبال  اهل پاکستان بود.
وی همچنین در تیم ملی فوتبال پاکستان بازی کرده است.